# Ilona Mitrecey
Ilona Mitrecey (nascida no dia 1 de Setembro de 1993 em Collégienne) é uma cantora francesa. Foi criada por seu pai, Dan, e por sua mãe, Sylvie, com os seus irmãos e irmã Nils e Mailis. Retornou a estúdio para registar o que foi um dos sucessos do verão 2005: "Un monde parfait". O seu segundo trabalho individual saiu no mês de Junho "C'est les vacances". Encontrou o mesmo sucesso.[carece de fontes?]

## Discografia
- Un monde parfait (single) (2005)
- C'est les vacances (single) (2005)
- Dans ma fusée (single): (2005)
- Noël, que du bonheur  (single): (2005)
- Un monde parfait (álbum): (2005)
- Allo allo (single): (2006)
- Laissez nous respirer (single e álbum): (2006)
- Chiquitas (single): (2007)